# Hapertse Watermolen
De Hapertse Watermolen of de Watermolen van Hapert was een watermolen op de Groote Beerze ten noorden westen van het Noord-Brabantse dorp Hapert, in de omgeving van de toenmalige buurtschap Kerkeneind. 
Deze watermolen was gelegen aan de Groote Beerze ter hoogte van de verbindingsbrug tussen Hapert en Bladel. Het exacte bouwjaar van de molen is niet bekend en werd tot 1590 beheerd door de Abdij van Tongerlo. In dat jaar kwam de molen vervolgens in handen van het bisdom 's-Hertogenbosch, om uiteindelijk na de Vrede van Münster in 1648 een domeinmolen te worden. De molen bleef bij een langdurige hete zomer geruime tijd werkloos, aangezien de waterstanden daardoor te laag kwamen te staan om te kunnen produceren. In de winter van 1859 ging de molen in vlammen op en werd kennelijk na deze brand weer opgebouwd, aangezien Petrus Panken later in een manuscript over de geschiedenis van Hapert schrijft dat de molen omstreeks 1882 dit keer defenitief verdween na wederom een brand. Het gevolg hiervan was dat er vanaf 1899, na een bouw van enkele jaren, een nieuwe grondzeiler in werking kwam, bekend als de Hapertse korenmolen.
Veel archief werk van de Abdij van Tongerlo is verloren gegaan in de loop der eeuwen. Hierdoor is er weinig informatie over de molen van voor 1590. Ook werd lang gedacht dat de molen op maandag 14 februari 1857 verloren ging, aangezien Petrus Panken dit schreef in zijn dagboek. Dit kon echter niet kloppen aangezien die datum niet op een maandag viel. Inmiddels is door meerdere bronnen bevestigd dat de molen in de avond van maandag 14 februari 1859 is afgebrand. Bij een lage waterstand van de Groote Beerze zijn op deze locatie nog altijd enkele restanten zichtbaar in de vorm van stenen.